# Un franc vermillon

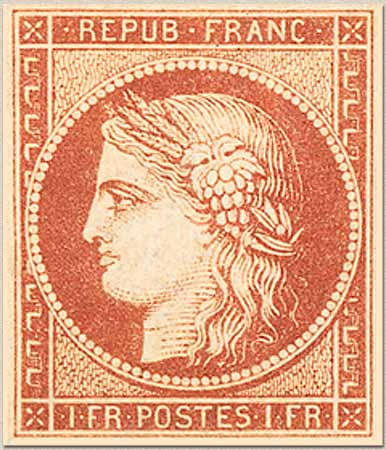
Un franc vermillon

Un franc vermillon ist die Bezeichnung von Philatelisten für die Briefmarke zu einem Franc in zinnoberner Farbe der französischen Freimarkenausgabe Cérès. Gemeinsam mit der vingt centimes noir erfolgte die Ausgabe am 1. Januar 1849. Damit sind sie die ersten Briefmarken, die von Frankreich ausgegeben wurden.
Das früheste bekannte Verwendungsdatum der un franc vermillon ist der 2. Januar 1849. Hiervon sind zwei Briefe aus Paris bekannt. Erstverwendungstage existieren demnach keine.
Die un franc vermillon wurde auf leicht rötlich getöntem Briefmarkenpapier im Buchdruck hergestellt. Eine Zähnung blieb aus. Auf Grund einer Verwechslungsgefahr mit dem wenig später ausgegebenen Wert zu 40 Centimes in rotoranger Farbe wurde die Ausgabe der un franc vermillon bald durch eine Freimarke selben Wertes in karminer Farbe ersetzt.
Die un franc vermillon hat den derzeit höchsten Sammlerwert einer französischen Briefmarke unter Philatelisten. In Briefmarkenkatalogen wird ein gut erhaltenes Stück mit rund 75.000 Euro bewertet.